# Srednjoasirsko Carstvo
Srednjoasirsko Carstvo naziv je koji se u povijesnoj znanosti obično rabi za razdoblje povijesti Asirije od 1243. do 1076. godine pr. Kr.

## Priprema za stvaranje carstva
Stabilnost što ju je u Asiriji uspostavio Ašur-ubalit I. (oko 1363. – 1328. pr. Kr.) postat će temelj na kojem će njegov sin, Enlil-nirari, i dva unuka, Arik-din-ili i Adada-nirari I., povećati utjecaj svoga kraljevstva. Oni su proširili područje svoje vlasti prema zapadu na pola kraljevstva Mitani, što je asircima donijelo bogatstvo i samopouzdanje.
Stalan rast bogatstva i moći Asirije doveo je do stvaranja prvog asirskog carstva koje se u povijesti obično naziva Srednjoasirskim, kako bi ga se razlikovalo od kasnijeg Novoasirskog carstva. Ovo se carstvo kronološki može podijeliti u dva razdoblja, od kojih se prvo odnosi na vrijeme Šalmanasera I. (oko 1273. – 1244. pr. Kr.), sina, i Tukulti-Ninurte I. (oko 1243. – 1207. pr. Kr.), unuka Adad Nirarija I. O ovom razdoblju postoji i prilično bogata povijesna i arheološka dokumentacija.

## Prvo razdoblje Srednjoasirskog Carstva (oko 1243. – 1207. pr. Kr.)

### Vojni pohodi
Šalmanaser I. vodio je vojne pohode prema istoku i sjeveru čime je zaključio osvajanje istočnog dijela kraljevstva Mitani, što je učinio unatoč velikoj sili protivnika koja je uključivala i Hetite i Aramejce. U opisima ovog rata dolazimo i do prvih saznanja o asirskom načinu vođenja bitki, po čemu će ovaj narod i postati poznat. Primjerice, u jednom od izvješća o bitci s kraljem Mitanija, Šalmanaser I. hvali se kako je, nakon pogubljenja desetina tisuća protivničkih vojnika, oslijepio barem 14.400 Mitanijaca koje je žive odveo u zarobljeništvo.
Slične je pohode vodio i Tukulti-Ninurta I., no on se upravio i protiv Babilonije, te dodao i to područje svome kraljevstvu. Postoje tri opisa ovog pohoda: jedan u kraljevskim natpisima Tukulti-Ninurte I., drugi u povijesnom epu o Tukulti-Ninurti, a treći je fragmentarni izvještaj u jednom babilonskom ljetopisu. Prema tim izvorima, Kaštiliaš, kasitski kralj Babilonije pobijeđen je i ubijen, a Babilon je opljačkan i razoren, dok je kip boga Marduka odnijet u Asiriju. Važni su bili i pohodi ovog kralja prema sjeveru, sjeveroistoku i zapadu, gdje je pobijedio Hetite. Velika skupina pobijeđenih Hetita odvedena je u izgnanstvo u svojevrsne radne logore u Asiriji. Ovo će postati ustaljena praksa kojom se uklanja nestabilnost s pograničnih područja, a istovremeno dobiva značajna radna snaga.

### Građevinska djelatnost i kultura
Oba ova kralja dodatno su izgradili Ašur i Ninivu, a Tukulti Ninurta izgradio je i sasvim novu prijestolnicu, nedaleko od Ašura, sa suprotne strane Tigrisa. Grad je bio bogato opremljen, a u središtu je bila kraljeva palača u kojoj je kralj i ubijen. U ovom je razdoblju, zahvaljujući pripojenju Babilonije, došlo i do značajnog kulturnog utjecaja toga područja na asirsku civilizaciju, a posebice na književnost i religiju.

### Stagnacija
Nakon ubojstva Tukulti Ninurte, Asirija prolazi kroz razdoblje stagnacije i pada, te dolazi do rasta moći Babilonije. Glavni razlog pada moći Asirije bilo je nutarnje nezadovoljstvo stanovništva, a izvana pokreti novih naroda prema Plodnom polumjesecu. Od tih naroda najznačajniji su bili Frigijci koji su provalili u Anatoliju i doveli do propasti kraljevstva Hetita. Sa zapada su nadirali, pak, Aramejci.

## Drugo razdoblje (oko 1132. – 1076. pr. Kr.)
U ovom se razdoblju priširila uporaba željeza, pa je došlo i do znatnih promjena u načinu ratovanja. Zapravo je uporaba željeza u izradi oružja i oklopa dovela do novog velikog preokreta, sličnog onom kad su uvedene dvokolice s konjskom zapregom početkom 2. tisućljeća pr. Kr.

### Novi uspon
Dolazak na vlast asirskoga kralja, Ašur-reš-išija I. (oko 1132. – 1115. pr. Kr.) označava početak novog uspona Asirije. Njegova je najveća zasluga ponovno uspostavljanje unutarnje stabilnosti u kraljevstvu, te utvrđivanje granica i utvrda. Nakon njega na vlast dolazi Tiglat-Pileser I. (oko 1114. – 1076. pr. Kr.), jedan od najznačajnijih kraljeva u asirskoj povijesti. Pod njegovom se vlašću Asirija proširila u svim smjerovima, od Sredozemnog mora na zapadu, do Babilona na jugoistoku. Prvi izazov, neposredno nakon njegova stupanja na prijestolje, bio je napad Frigijaca (Mušuku u asirskim izvorima), koji će se pretvoriti u dugotrajno ratovanje na zapadu asirskoga kraljevstva, u koje će se potom uključiti i Aramejci koji su u tom razdoblju stvorili snažan plemenski savez. Tiglat-Pileser I. uspio je po svoju vlast dovesti čitavu Siriju i južnu Anatoliju, do gorja Taurus.
Usto, Tiglat-Pileser I. vodio je i bitke protiv babilonaca. Nakon pobjede kod rijeke Donjeg Zaba, Asirci u nastavili prema jugu, te osvojili glavne babilonske gradove, uključujući Babilon i Sipar. Čini se, ipak, da nisu uspjeli zagospodariti i južnom Babilonijom.

### Život unutar Carstva
Ovi vojni uspjesi doveli su i do blagostanja u samoj Asiriji, gdje se razvija zamjetna umjetnička djelatnost. U gradovima dolazi do značajnih građevinskih radova, a asirski pisari ostvaruju dvije zbirke zakona: zakonik dvorskih uredbi sve od Ašur-ubalita I., te zbirku zakona koji se uglavnom bave položajem žena u Asiriji. U svim ovim civilizacijskim dostignućima znatan je bio utjecaj babilonske civilizacije.